# Helladia insignata
Helladia insignata är en skalbaggsart som först beskrevs av Louis Alexandre Auguste Chevrolat 1854.  Helladia insignata ingår i släktet Helladia och familjen långhorningar. Inga underarter finns listade i Catalogue of Life.